# Chiesa della Beata Vergine Maria del Rosario (Rovigo)
La chiesa della Beata Vergine Maria del Rosario è una chiesa sita nell'abitato di Concadirame, già comune autonomo e ora frazione del comune di Rovigo, in via San Gregorio, la principale via di transito del paese e che portava verso il traghetto sul fiume Adige.

## Storia ed arte

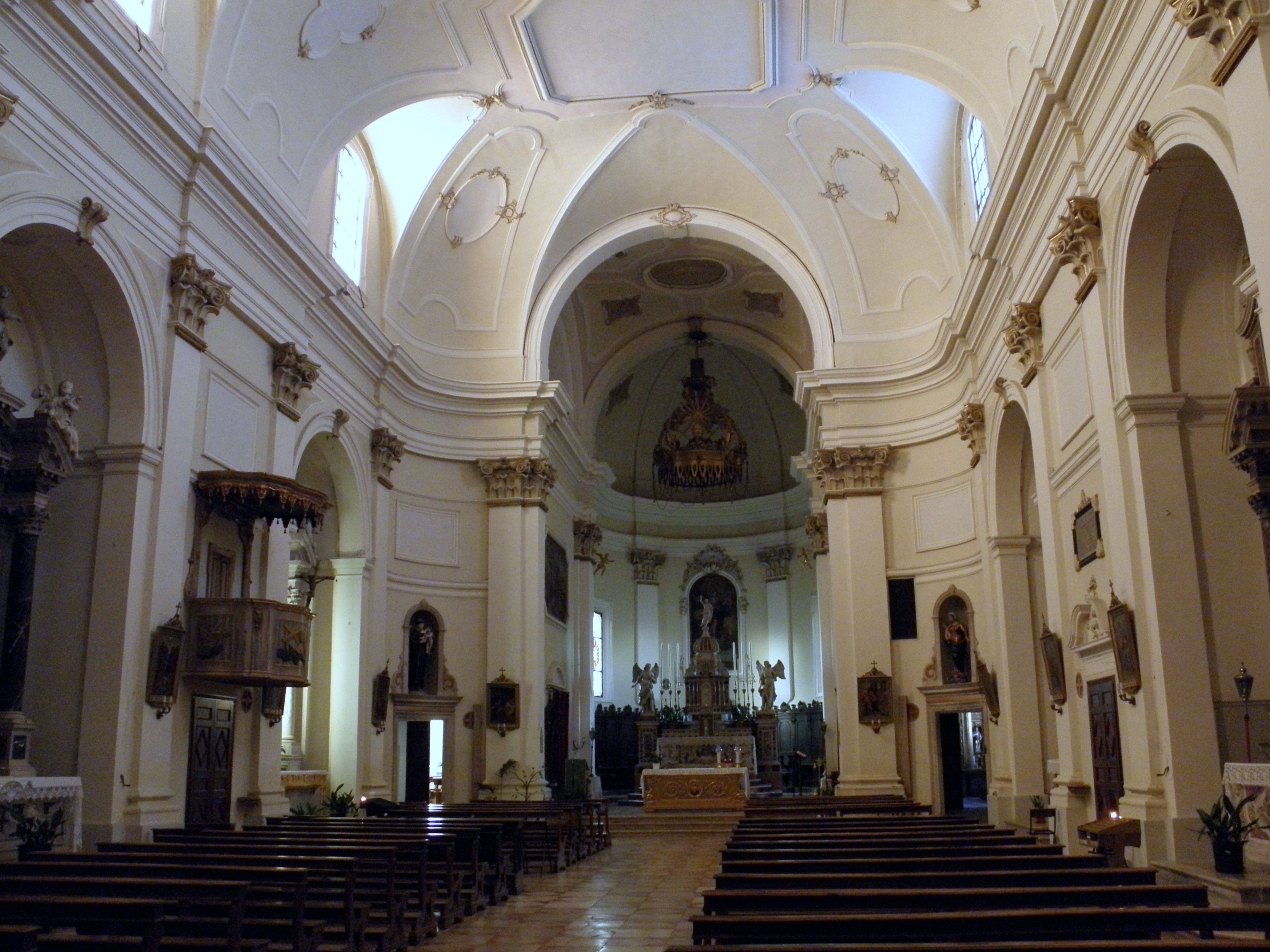
L'interno

Edificata nel tardo XVIII secolo per soddisfare le esigenze religiose dell'aumentata popolazione del luogo in sostituzione della precedente chiesa del XVI secolo, è, nella suddivisione territoriale della chiesa cattolica, collocata nel vicariato di Rovigo, a sua volta parte della Diocesi di Adria-Rovigo, ed è sede parrocchiale e arcipretale.
L'attuale aspetto è dovuto ai leggeri rifacimenti susseguitesi negli anni, mantenendo un'impostazione barocca, mentre più recente è l'intervento al sagrato antistante l'edificio religioso.